# رؤية الله
رؤيةُ الله هي مسألةٌ خلافية من الأمورِ الغيبية بين طوائف الإسلام حول ما إذا كان المسلمون يرون الله يوم القيامة. اختلف فيها العلماء بين مثبت للرؤيةٍ ونافٍ لها. رغم أَنَّهَا ليست ركناً من أركان الإيمان ولا الإسلام، إِلاَّ أَنَّها صارت مسألةً بارزةً بين العديد من الطوائف الإسلامية. تشدَّدت الأحكام فيما بينها حتَّى كفّر بعض الأطراف الطوائف الأخرى.

## عند أهل السنة والجماعة
يعتقد أهل السنة والجماعة أن النظر لوجه الله يوم القيامة من أشرف مسائل الدين. وأنها أكبر لذة يوم القيامة حرّمها على الكفار. يقول ابن تيمية:
والرؤية حق لأهل الجنة، بغير إحاطة ولا كيفية، كما نطق به كتاب ربنا: ﴿وُجُوهٌ يَوْمَئِذٍ نَاضِرَةٌ ۝٢٢ إِلَى رَبِّهَا نَاظِرَةٌ ۝٢٣﴾ [القيامة:22–23]. وتفسيره على ما أراد الله تعالى وعلمه، وكل ما جاء في ذلك من الحديث الصحيح عن رسول الله ﷺ فهو كما قال، ومعناه على ما أراد، لا ندخل في ذلك متأولين بآرائنا ولا متوهمين بأهوائنا، فانه ما سلم في دينه إلا من سلم لله ولرسوله ﷺ. ورد علم ما أشتبه عليه إلى عالمه.

### الحنابلة
قال حنبل: «سألت أبا عبد الله أحمد بن حنبل عن الأحاديث التي تروى عن النبي ﷺ إن الله ينزل إلى السماء الدنيا ، فقال أبو عبد الله : نؤمن بها ونصدق بها ولا نرد شيئا منها إذا كانت أسانيد صحاح ، ولا نرد على رسول الله قوله ، ونعلم أن ما جاء به الرسول حق ، حتى قلت لأبي عبد الله : ينزل الله إلى سماء الدنيا قال قلت نزوله بعلمه أم بماذا ؟ ، فقال لي : اسكت عن هذا ، مالك ولهذا امض الحديث على ما روي»
قال أبو بكر الخلال : وقد حدثنا أبو بكر المروذي قال : «سألت أبا عبد الله عن الأحاديث التي تردّها الجهمية في الصفات والرؤية والإسراء وقصة العرش ، فصححها أبو عبدالله ، وقال : قد تلقتها العلماء بالقبول ، نسلم الأخبار كما جاءت . قال : فقلت له إن رجلا اعترض في بعض هذه الأخبار كما جاءت ، فقال : يجفى . وقال ما اعتراضه في هذا الموضع ؟! يسلم الأخبار كما جاءت»

## عند المُعتزلة
تعد مسألة رؤية الله في الآخرة من المسائل التي ثار حولها الخلاف بين المعتزلة النافين لها وبين خصومهم من المتكلمين المثبتين لها وهم الأشاعرة والماتريدية، على الرغم من أن الخلاف في هذه المسألة كما ذكر القاضي عبد الجبار لا يوجب تكفيراً ولا تفسيقاً، لأنه لا ينبني عليه مسائل اعتقادية، ولقد جوز المعتزلة صحة الاستدلال بالسمع في هذه المسألة، لأن صحة السمع لا تتوقف عليها، فيجوز معرفة الله وتوحيده وعدله مع الشك في أنه يُرى أو لا يُرى. والأساس الذي بنى عليه المعتزلة نفي الرؤية هو نفي الجسمية عن الله، فالله ليس جسماً، ولا يرى إلا الأجسام، فهو لا يرى، فلقد ذكر النظام أنه لا مرئي إلا اللون وهو جسم، والجبائي يقول المرئيات جواهر وألوان وأكوان، وابنه أبو هاشم يذكر أن المرئيات جواهر وألوان. وقرر القاضي عبد الجبار أنه لا أحد يدعي أنه يرى الله سبحانه إلا من يعتقده جسماً مصوراً بصورة مخصوصة، أو يعتقد فيه أنه يحل في الأجسام. وهذا القول من المعتزلة يعد رداً على القائلين بإثبات الرؤية على اعتبار أن الله جسم وأنه يرى بالعين، أما خصومهم من أهل السنة الماتريدية والأشاعرة فلا يقولون بالجسمية في حق الله، وأن الرؤية بلا كيف، لذا تسقط هذه الاعتراضات بالنسبة لهم.

## عند الإباضية
يجزمُ الإباضة بامتناع رؤية الله في الدنيا والآخرة. يستدلون على ذلك عقلاً وشرعاً. فوفقاً لهم، لو أمكن رؤية الله، لكان جسماً متحيزاً موجوداً في مكان ما. وهذا تجسيم وتجزئة لصفات الله. ويستدلون أيضاً بالآية: ﴿لَا تُدْرِكُهُ الْأَبْصَارُ وَهُوَ يُدْرِكُ الْأَبْصَارَ وَهُوَ اللَّطِيفُ الْخَبِيرُ ۝١٠٣﴾ [الأنعام:103] فالرؤية قد تكون بغير البصر. وفي آية أخرى: ﴿أَوَلَمْ يَرَ الْإِنْسَانُ أَنَّا خَلَقْنَاهُ مِنْ نُطْفَةٍ فَإِذَا هُوَ خَصِيمٌ مُبِينٌ ۝٧٧﴾ [يس:77] وإنما يعني بهذا العلم واليقين، ولا يريد بهذا الرؤية الحسية البصرية. والآيات في ذلك صريحة إلى أبعد الحدود مثل: ﴿وَلَمَّا جَاءَ مُوسَى لِمِيقَاتِنَا وَكَلَّمَهُ رَبُّهُ قَالَ رَبِّ أَرِنِي أَنْظُرْ إِلَيْكَ قَالَ لَنْ تَرَانِي وَلَكِنِ انْظُرْ إِلَى الْجَبَلِ فَإِنِ اسْتَقَرَّ مَكَانَهُ فَسَوْفَ تَرَانِي فَلَمَّا تَجَلَّى رَبُّهُ لِلْجَبَلِ جَعَلَهُ دَكًّا وَخَرَّ مُوسَى صَعِقًا فَلَمَّا أَفَاقَ قَالَ سُبْحَانَكَ تُبْتُ إِلَيْكَ وَأَنَا أَوَّلُ الْمُؤْمِنِينَ ۝١٤٣﴾ [الأعراف:143] و﴿لَا تُدْرِكُهُ الْأَبْصَارُ وَهُوَ يُدْرِكُ الْأَبْصَارَ وَهُوَ اللَّطِيفُ الْخَبِيرُ ۝١٠٣﴾ [الأنعام:103]. يعتقدُ الإباضية أن ذلك من صفات كمال الله. فإن اتصف بعكسها جاز أن يتصف الله بعدم العلم أيضاً.

## المؤلفات
- الرد على الزنادقة والجهمية - أحمد بن حنبل.
- رؤية الله - الدارقطني.